# Theodorus Lebuïnus Maria Hubertus Borret
Theodorus Lebuïnus Maria Hubertus Borret (Maastricht, 12 november 1846 - 's-Gravenhage, 28 februari 1914) was een Nederlands politicus.
Borret was een advocaat, fabrikant en later notaris; telg van een voorname, oorspronkelijk uit 's-Hertogenbosch afkomstige familie. Hij was een van de weinige wat meer vooruitstrevende katholieken aan het einde van de negentiende eeuw en in die zin in de Tweede Kamer medestander van Schaepman. In 1888 werd hij gekozen in het district Oosterhout, maar in 1891 verslagen door een conservatievere geloofsgenoot. Hij keerde in 1893 terug in de Kamer als afgevaardigde voor het district Beverwijk. Nadat hij ook daar was uitgevallen, werd hij lid van de Raad van State.